# مهرآباد (نورآباد)
مهرآباد جماعت و شهرکی در کشور تاجیکستان است که در ناحیهٔ نورآباد ناحیه‌های تابع جمهوری قرار دارد. جمعیت این جماعت ۱۱۸۵۲ است.